# Morningside (Whangarei)
Pour les articles homonymes, voir Morningside.
Morningside est une banlieue du sud de la cité de Whangārei dans la région du  Northland, située dans l’Île du Nord de la Nouvelle-Zélande.

## Histoire
Issue du  village original des logements de  Morningside du département des logements du reseau des chemins de fer (en) ,qui existe encore de façon toujours substantielle, la ville de Morninside date du milieu du XXe siècle.
De nombreuses maisons ont été considérablement modifiées mais l’une des maisons de 1939 est protégée par la Catégorie II du Heritage New Zealand  sous le n° 7745 .

## Démographie
Morningside avait une population de 2 340 habitants lors du recensement de 2018 en Nouvelle-Zélande, en augmentation de 273 personnes (soit 13,2 %) depuis le recensement de 2013 en Nouvelle-Zélande, et une augmentation de 213 personnes (soit 10,0 %) depuis le recensement de 2006 en Nouvelle-Zélande.
Il y avait ainsi : 840 logements.
On comptait 1 170 hommes et 1 170 femmes donnant ainsi un sexe ratio de 1 homme pour une femme.
Parmi le total de la population, 495 personnes (soit 21,2 %) étaient âgées de moins de 15 ans, 528 personnes (soit  22,6 %) étaient âgées de 15 à 29 ans, 1 026 personnes (soit 43,8 %) étaient âgées de 30 à 64 ans , et 291 personnes (soit 12,4 %) étaient âgées de 65 ans ou plus.
L’ethnicité était pour  65,9 % européens/Pākehā, pour  43,7 % Māoris, pour 5,6 % personnes venant du Pacifique, pour 7,6 % d'origine asiatique  et pour 1,4 % d’une autre ethnicité.
Les personnes peuvent s’identifier de plus d’une ethnicité en fonctionne de leur parenté.
Le pourcentage de personnes nées outre-mer était de 14,9 %, à comparer avec les 27,1 % au niveau national.
Bien que certaines personnes objectent à donner leur religion, 51,0 % n’ont aucune religion, 33,1 % étaient chrétiens, et 9,1 % avaient une autre religion.
Parmi ceux d’au moins 15 ans d’âge, 273 personnes (14,8 %) étaient de niveau bachelier ou d’un degré supérieur  et 432 personnes ( soit 23,4 %) n’avaient aucune qualification formelle.
Le revenu médian était de 25 700 $.
Le statut d’emploi de ceux d’au moins 15 ans était pour 885 personnes (soit 48,0 %) employées à plein temps, pour 261 personnes (soit 14,1 %) étaient à temps partiel et 96 personnes (5,2 %) étaient sans emploi .

## Culture
Le marae de Terenga Parāoa (en) et la maison de rencontre de Kaka Porowini (en) sont localisés au niveau de la banlieue de Morningside.
Le marae est affilié avec le  hapū des Ngāpuhi des Uri o Te Tangata (en),.

## Éducation
L’école de « Morningside school» est une école mixte, contribuant au primaire, allant de l’année 1 à 6 avec un effectif de 307 élèves en mars 2020.
L’école « Christian Renewal School » est une école secondaire et primaire, composite intégrée au public, mixte, allant de l’année 1 à 13  avec un effectif de 191 élèves en mars 2020 .Environ 110 de ces élèves sont dans la high school (allant de l’année 9 à 13), en juin 2018. L’école fut établie en 1993 et intégrée dans le système public en 1997.La partie secondaire de l’école est située au-dessus et le primaire en dessous. L’école fonctionne dans le bâtiment de la « Christian Renewal buildings », à côté du bâtiment de travail de la «Renew Church» et de l’auditorium.